# Notoglyptus luteicrus
Notoglyptus luteicrus är en stekelart som beskrevs av Heydon 1988. Notoglyptus luteicrus ingår i släktet Notoglyptus och familjen puppglanssteklar.
Artens utbredningsområde är Venezuela. Inga underarter finns listade i Catalogue of Life.